# Participación infantil
La participación infantil es un derecho humano consagrado en diversos instrumentos internacionales, especialmente en la Convención sobre los Derechos del Niño de las Naciones Unidas (CDN), en su artículo 12, que reconoce el derecho de los niños y niñas a expresar libremente su opinión en todos los asuntos que les afecten y a que esa opinión sea tenida en cuenta según su edad y madurez. Este derecho no solo implica la posibilidad de hablar, sino también de ser escuchado y de influir en las decisiones que se toman en el hogar, la escuela, la comunidad y los espacios de política pública.

## La participación infantil como derecho
Aunque el término no está mencionado específicamente en el texto, se considera que la participación infantil viene recogida como derecho en la Convención sobre los Derechos del Niño de 1989.
Varios artículos hacen referencia a ella:
- Artículo 12: derecho del niño y niña a expresar sus opiniones y que éstas sean tenidas en cuenta
- Artículo 13: libertad de buscar, recibir y difundir informaciones e ideas
- Artículo 15: derecho de las niñas y niños a crear asociaciones y celebrar reuniones pacíficamente[2]

La participación infantil también se reconoce en otras leyes y tratados:
- Observación 12 del Comité de los Derechos del Niño : "El derecho del niño a ser escuchado". 2009[3]
- Constitución Española de 1978: Artículo 14
- Ley 1/96 de Protección Jurídica del Menor, artículos 3-9
- Leyes de educación
- Ley de Garantías de los Derechos y Deberes de la Infancia y la Juventud de la Comunidad Autónoma de Madrid (1995)
- Ley 18/99 de formación de los Consejos de Atención a la Infancia y la Adolescencia de la Comunidad Autónoma de Madrid y se constituyen comisiones obligatorias con presencia de niñas y niños[4]

## Controversias
Existen posturas que niegan el derecho de las niñas y niños a participar:
- Negación por incompatibilidad del concepto dominante de ciudadanía, que se considera opuesto a infancia.
- Negación jurídico-normativa basada en la concepción de que ciudadanía activa la forman sólo las personas contribuyentes al Estado con sus impuestos y a través de su empleo.
- Negación por la concepción de la infancia como dependiente y falta de capacidad para decidir y, por tanto, para participar.
- Algunas posturas entienden la participación infantil como un estado de preciudadanía, es decir, una especie de preparación en la que se practica, pero sin la capacidad ni el derecho a decidir libremente. Esta idea se sustenta en la creencia de que la ciudadanía adulta goza de autonomía, experiencia y capacidad de formación de un juicio propio que, en su opinión, no poseen las niñas y niños.[4]

## Historia de la participación infantil
La participación infantil es un concepto relativamente novedoso. De hecho, en general, el concepto de infancia, tal como se la concibe en la actualidad, es algo inventado en los últimos trescientos años. Los estudios y literatura clásica desde la perspectiva europea indican que, históricamente, niñas y niños se han considerado seres inferiores a las personas adultas. Son un proyecto de persona, de escaso valor, que han de moldearse. Por tanto, la participación no era tal, ya que las decisiones las tomaba la persona adulta al cargo. 
En la Edad Media, la concepción se determina por la ideología cristiana. La infancia se considera como una etapa de inocencia y pureza, que ha de conservarse y educarse en el temor al dios cristiano. Cuestionar, opinar o debatir significaban un acto de rebeldía. Durante el Renacimiento, el ser humano recobra un lugar central en el pensamiento, diluyéndose el adultocentrismo. Entre los siglos XVI y XVII, se generó mayor interés en la infancia, que causó un interés por la adquisición de bienes adaptados: ropa, juguetes y literatura adaptada al público infantil. Igualmente, nace la consideración de que la educación debe atender de forma diferenciada a las personas por su edad, procesos y ritmos. De esta manera, se empezaba a reconocer la subjetividad de las niñas y niños, a descubrir y estudiar su forma existir. En el siglo XVII, se generaliza un trato infantilizado del niño o niña. Se les considera una criatura sin personalidad, un juguete para las personas adultas. En el siglo XVIII se difundieron reflexiones sobre la condición infantil, relacionadas en ocasiones con la aproximación física de las madres y padres con sus hijas e hijos, una crítica al modelo de autoridad y el dominio de la voluntad y mente infantil. Durante el inicio de la modernidad, en algunos sectores no se hace distinción entre el sujeto adulto y el niño o niña. Se deben adaptar al mundo adulto, por lo que tampoco se originan espacios de participación infantil. 
El siglo XX significó numerosos cambios en cuanto al concepto de la infancia, legislación, educación, investigación, etc. En el siglo XXI, la visión se centra en reconocer a niñas y niños no como objetos de protección, sino como personas titulares de derechos.